# Rotàmetre

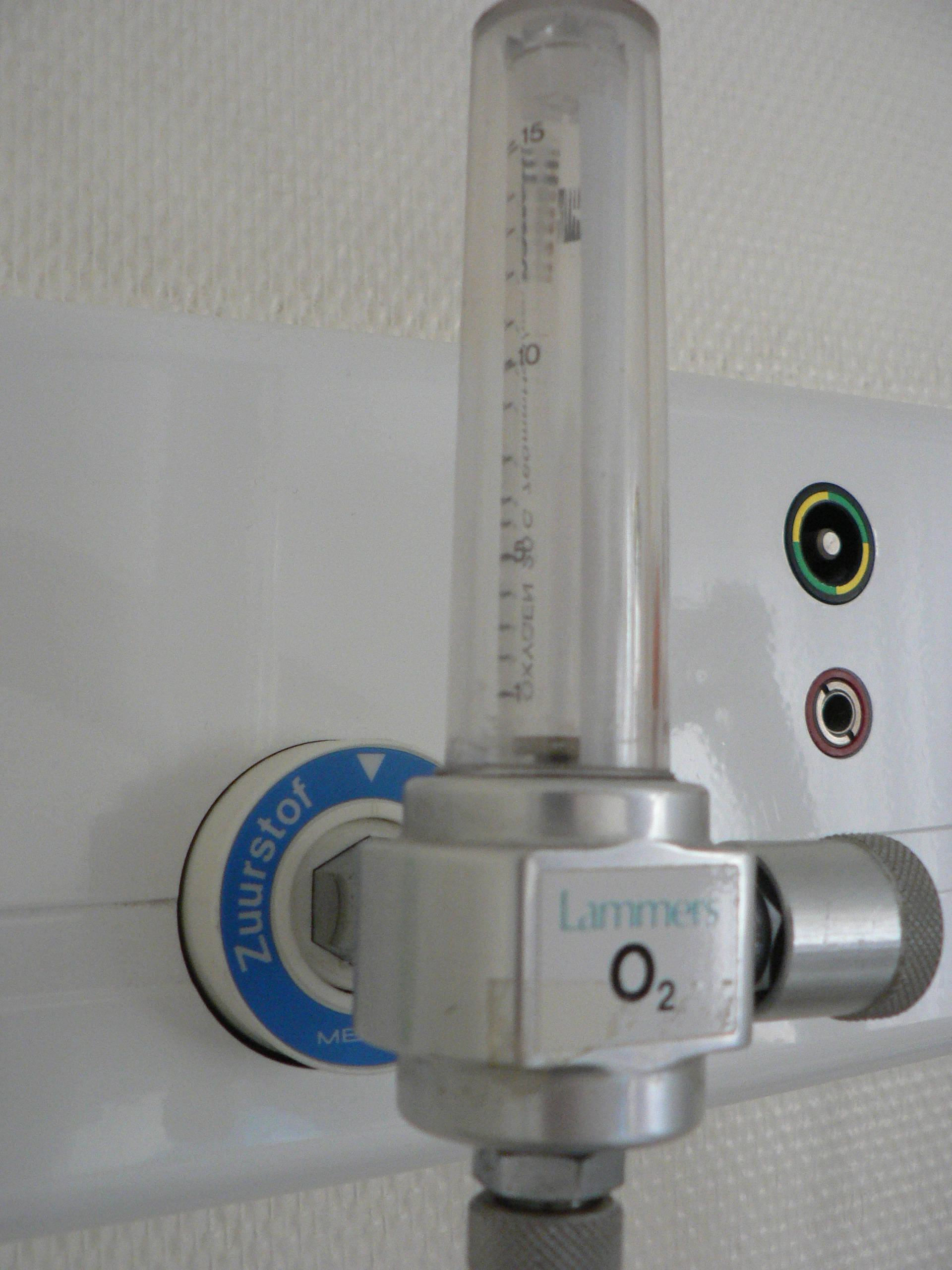
Rotàmetre que mesura el cabal d'oxigen

Un rotàmetre és un aparell de mesura dissenyat per a mesurar el cabal d'un fluid que circula per un conducte. Consisteix en un indicador lleuger metàl·lic que s'ajusta per la part interior d'un tub graduat. La superfície de l'indicador, en contacte amb la paret del tub, té uns canals, tallats obliquament, que obliguen l'indicador a girar i a elevar-se, bo i mantenint un equilibri entre la força de la gravetat i la del corrent del fluid ascendent.